# 明鏡洞

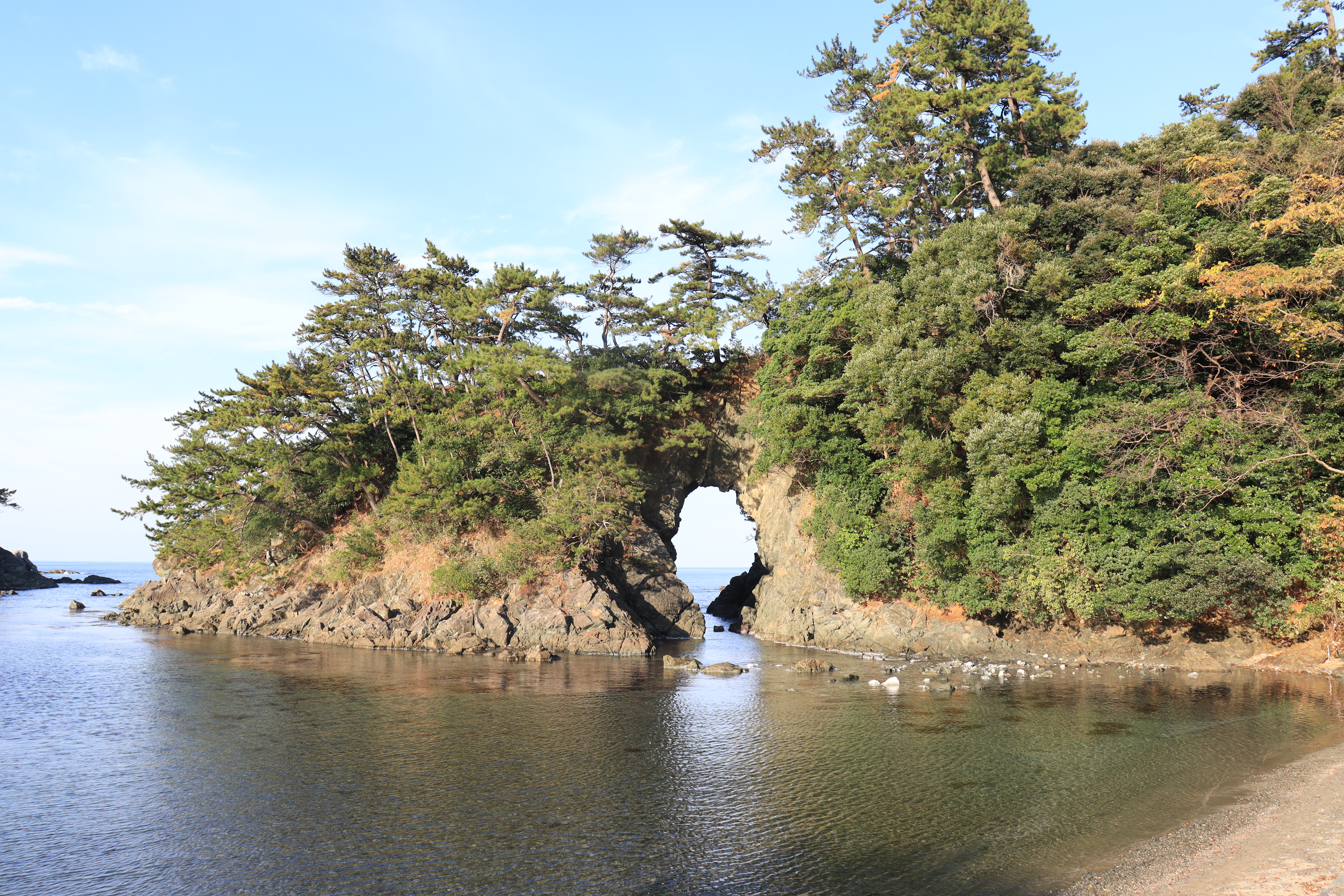
城山公園から望む明鏡洞

明鏡洞（めいきょうどう）とは、福井県大飯郡高浜町の若狭湾国定公園、城山公園内にある海食洞である。

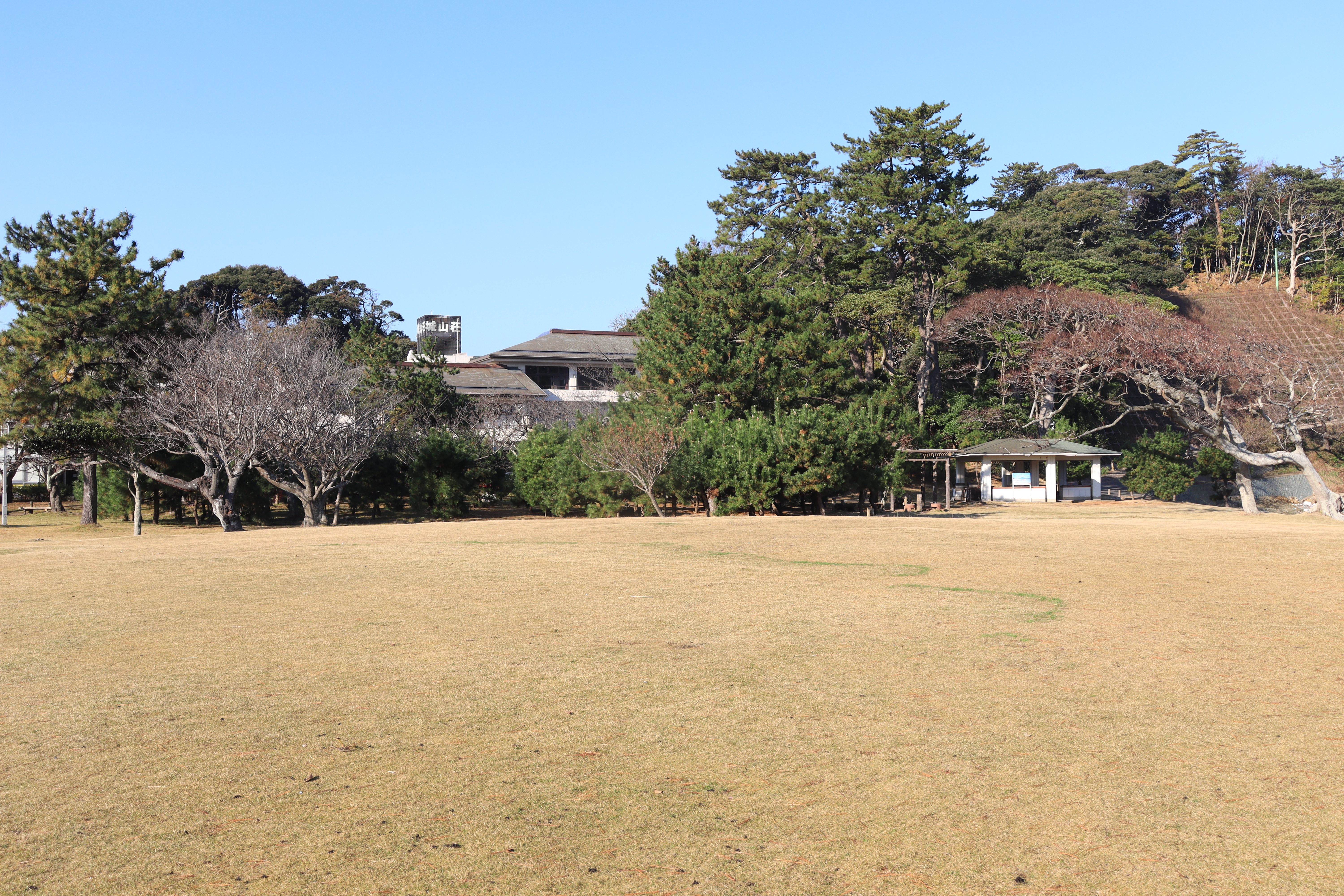
城山公園

## 位置
福井県大飯郡高浜町事代（高浜城跡付近）

## その他の洞穴
城山公園には他に八つの洞穴があり、奇岩が海水の浸食作用によりできたものであり、蛭子が洞・鼓ヶ洞・猩々ヶ洞・乙女ヶ洞・外ヶ洞・鋏み洞・揚ゲ小洞・明鏡洞から成る。

## 縁の人物
足利義満、足利義持が激賞した。。